# Szabolcs Attila
Szabolcs Attila (Szarvas, 1945. július 28. – ) magyar mikrofilmtechnikai rendszerszervező, műszaki pedagógus, politikus; 2014. május 6. és 2018. április 8-ig a Fidesz – Magyar Polgári Szövetség országgyűlési képviselője.

## Életrajz
A pápai Türr István Gimnázium maturált. 1965-ben a Marx Károly Közgazdaságtudományi Egyetem Továbbképzőjében mikrofilmtechnikai rendszerszervező végzettséget szerzett. 1985-ben a Budapesti Műszaki Egyetem Gépészmérnöki Karon műszaki pedagógus végzettséget szerzett.
2002 és 2006 között Budafok-Tétény helyi önkormányzatának képviselője. 1998 és 2002 között, illetve 2006 és 2010 között Budafok-Tétény polgármestere.
2014. május 6. és 2018. április 8-ig a Fidesz – Magyar Polgári Szövetség országgyűlési képviselője. A Budapesti 18. számú országgyűlési egyéni választókerület képviselője. Utódja Molnár Gyula (MSZP) lett.